# Courtney Frerichs
Courtney Frerichs (née le 18 janvier 1993) est une athlète américaine spécialiste du 3 000 m steeple.

## Biographie
Après quatre années passées à l'université du Missouri à Kansas City, Courtney Frerichs rejoint en 2015 les Lobos du Nouveau-Mexique. En 2016 elle devient championne NCAA du 3 000 m steeple avec un record personnel de 9 min 24 s 41.
Aux sélections américaines elle prend la deuxième place et se qualifie pour les Jeux olympiques
de Rio de Janeiro, où elle termine 11e.
Elle participe aux championnats du monde 2017 et se qualifie pour la finale du 3 000 m steeple où elle remporte la médaille d'argent derrière sa compatriote Emma Coburn, en améliorant de 16 secondes son record personnel (9 min 3 s 77).
Le 20 juillet 2018, à Monaco, elle bat le record continental en 9 min 0 s 85, derrière la Kényane Beatrice Chepkoech, auteure d'un nouveau record du monde en 8 min 44 s 32,.
Elle se classe 6e des championnats du monde 2019 à Doha en 9 min 11 s 27.
Aux Jeux olympiques d'été de 2020, elle est sacrée vice-championne olympique derrière l'Ougandaise Peruth Chemutai.
Lors du meeting Prefontaine Classic à Eugene, elle termine deuxième en 8 min 57 s 77 derrière Norah Jeruto, battant ainsi son propre record continental.

## Palmarès
| Date | Compétition           | Lieu           | Résultat | Épreuve     | Temps         |
| ---- | --------------------- | -------------- | -------- | ----------- | ------------- |
| 2016 | Jeux olympiques       | Rio de Janeiro | 11e      | 3 000 m st. | 9 min 22 s 87 |
| 2017 | Championnats du monde | Londres        | 2e       | 3 000 m st. | 9 min 3 s 77  |
| 2018 | Coupe continentale    | Ostrava        | 2e       | 3 000 m st. | 9 min 15 s 22 |
| 2019 | Championnats du monde | Doha           | 6e       | 3 000 m st. | 9 min 11 s 27 |
| 2021 | Jeux olympiques       | Tokyo          | 2e       | 3 000 m st. | 9 min 04 s 79 |
| 2022 | Championnats du monde | Eugene         | 6e       | 3 000 m st. | 9 min 10 s 59 |

## Records
| Épreuve         | Temps              | Lieu   | Date         |
| --------------- | ------------------ | ------ | ------------ |
| 3 000 m steeple | 8 min 57 s 77 (AR) | Eugene | 21 août 2021 |